# 國發院弊案
24°59′14.1″N 121°33′22.0″E / 24.987250°N 121.556111°E
國發院弊案，又稱國發院土地案，國家發展研究院為中華民國軍方在撤退台灣後強制徵收民眾私有土地之建築，徵收目的供軍方使用。後來軍方提供給國民黨，幫助國家訓練青年革命軍。但是後來國民黨主席馬英九將國發院土地賣給私人建商（元利建設）。

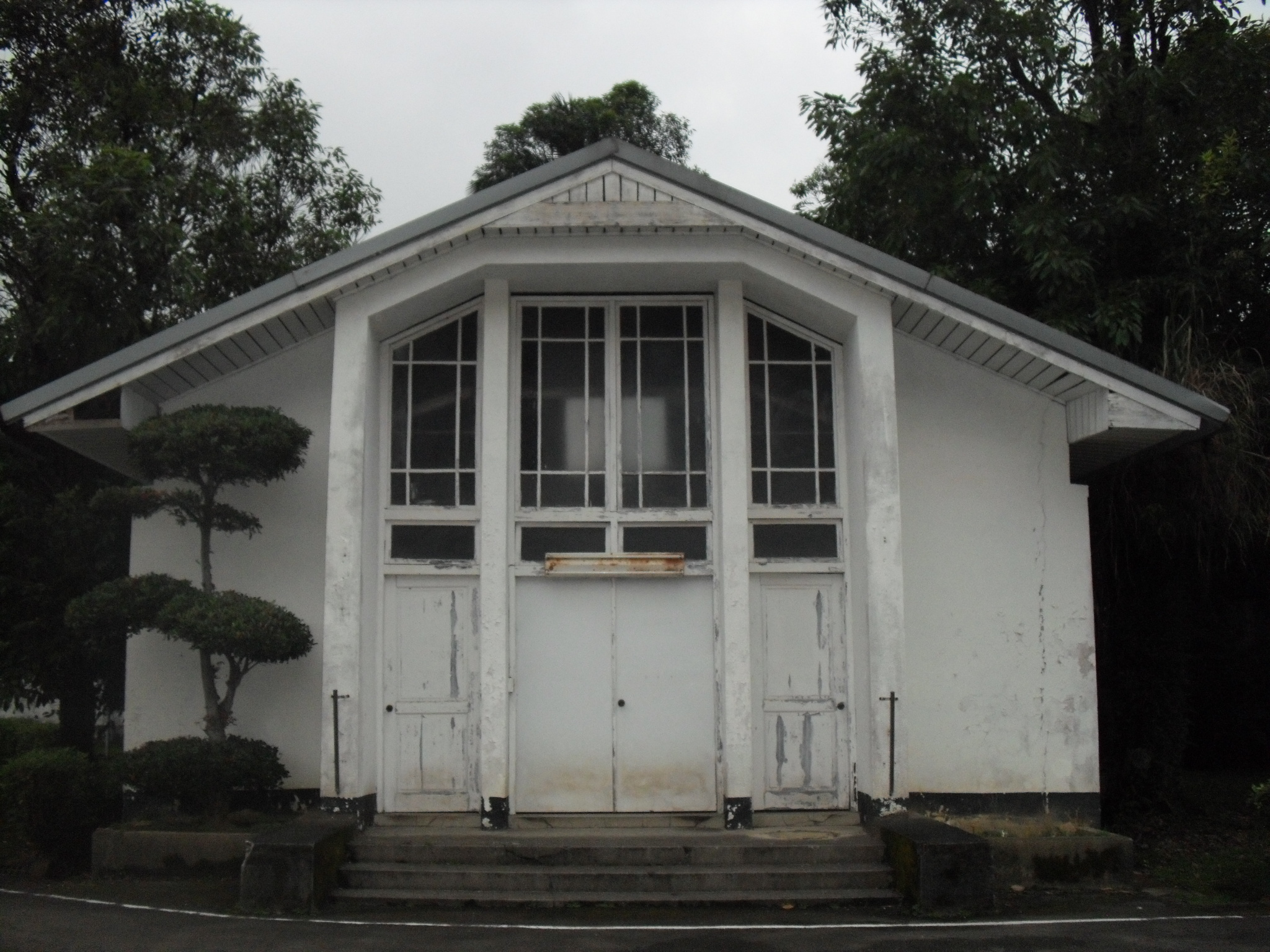
國家發展研究院中興山莊

## 土地案
此案除違反徵收土地目的之弊案，尚包含原地主指控國民黨「強奪民地」，訴請返還土地的案件。國發院土地位在台北市木柵，原地主葉中川之子葉頌仁指控其父遭配槍人士逼迫「被自願」賣地給國民黨，向蔡英文政府上台後成立的黨產會檢舉，黨產會將重啟調查。經調查後，黨產會指出1954年1月國民黨和葉中川簽訂土地租約，但自1956年就沒有收到租金。後於1961年葉中川向國民黨表示願意以每坪200元的價格出售土地，也沒有結果。隔年1月16日葉中川和國民黨簽訂買賣契約，以19萬1100元，即每坪105元的價格售出。但其妻張淑津指葉中川是在受到脅迫下簽約。
此案常與美河市弊案相提並論，因為此舉違反徵收私有土地之目的，違反憲法大法官釋字第443號解釋，凡涉及人民財產權利的限制及權利義務分配事項，須符合「授權明確性原則」。另外監察院在經過調查後，認為該土地明明是國民黨使用，卻被登記為機關用地，免徵土地稅不合理，且該土地從原本的機關用地和行政區變更為住宅區時，時任台北市市長馬英九身兼國民黨副主席，卻沒有迴避，仍核准該都市計畫案。此外，國民黨為該計畫個案唯一一個實施者，都市計畫委員會又以元利建設用特定的價格收購其他地主被劃為保護區和學校用地的土地，可能有圖利特定政黨和財團的疑慮。
2022年2月8日，黨產會和元利建設簽訂行政和解契約，在元利建設給付政府8億1340萬元後，結束對該公司的調查，並同時向國民黨追徵32億375萬8986元。後國民黨不服處分，提起行政訴訟，並於2025年4月臺北高等行政法院認為黨產會原處分並未認定該土地是以「無償」還是「交易時顯不相當之對價」取得，且若是「交易時顯不相當之對價」取得，追徵價額卻沒扣除國民黨取得土地的對價，因此判決國民黨勝訴。